# Detroit Cougars
I Detroit Cougars furono un club calcistico statunitense attivo a Detroit dal 1967 al 1968. Dopo l'esordio nel campionato USA, il club entrò nel 1968 a far parte della neonata NASL per poi scomparire l'anno seguente.

## Storia
La franchigia dei Detroit Cougars fece il suo esordio nell'USA - United Soccer Association, uno dei due campionati professionistici antecedenti alla NASL. Il campionato USA (riconosciuto da USSF e FIFA come torneo di prima divisione nazionale) era formato da squadre straniere chiamate a giocare nelle città statunitensi a nome dei club locali. Il club che giocò sotto il nome di Detroit Cougars furono i nordirlandesi del Glentoran.
L'anno seguente, i Cougars formarono una squadra propria per partecipare alla prima edizione del campionato NASL, non riuscendo neanche stavolta a qualificarsi per i playoff. Al termine della stagione la franchigia fu coinvolta nella crisi economica che colpì la NASL, non riuscendo a iscriversi al campionato del 1968 e chiudendo definitivamente i battenti.